# Crème anglaise

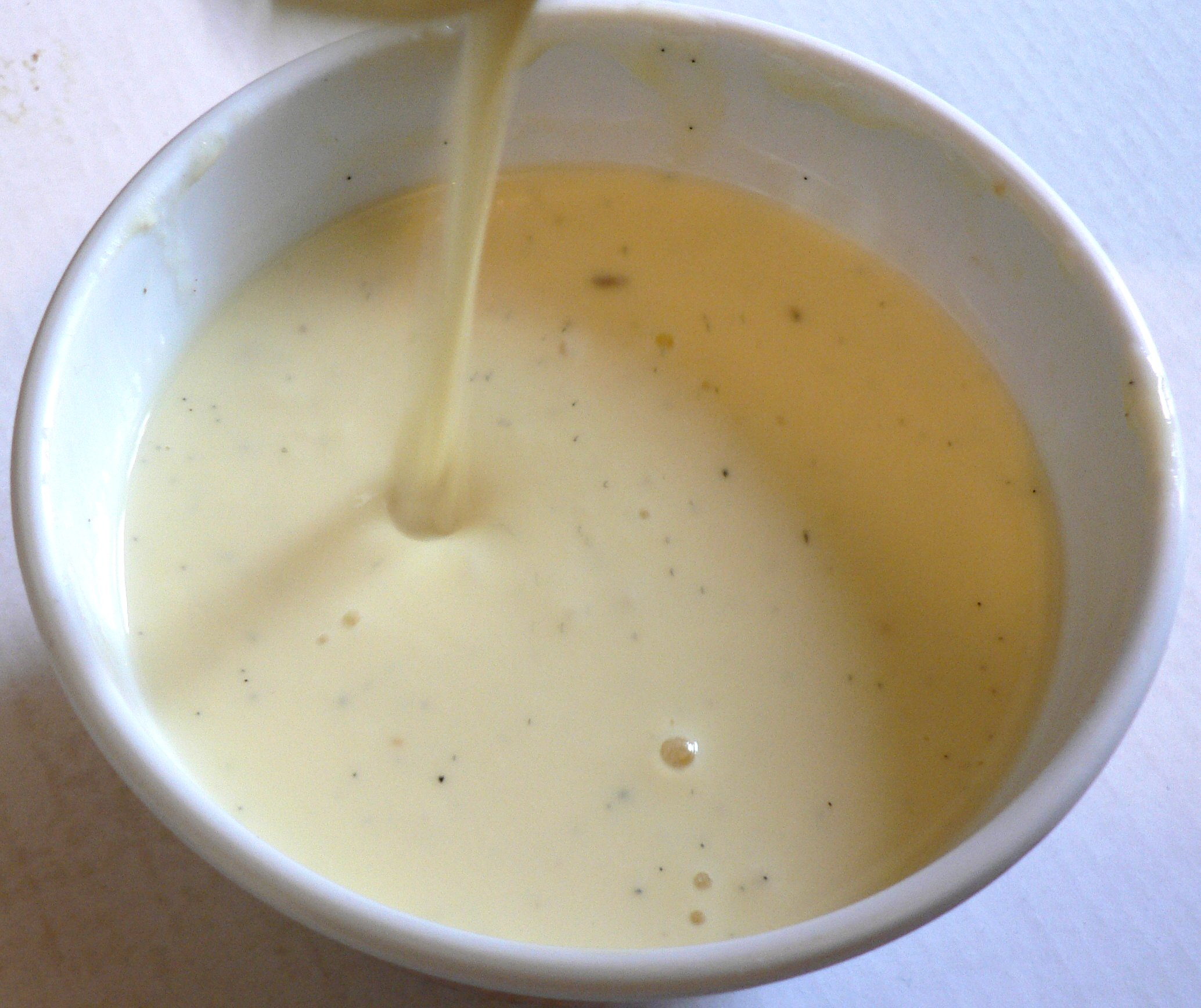
Crème anglaise. La consistance est légèrement épaisse.

La crème anglaise est une préparation sucrée dont l'origine, incertaine, française ou anglaise, remonte au moins au XVIe siècle. C'est une costarde servie froide, liquide et épaisse, qu'on obtient par cuisson d'un mélange de lait, de jaunes d'œufs récemment pondus et de sucre. Elle est classiquement parfumée à la vanille, au citron ou à l'orange.

## Préparation
La cuisson de la crème anglaise doit se faire entre 82 °C et 84 °C si on veut qu’elle reste fluide ; une température plus élevée produira une crème plus épaisse avec des grumeaux, car les jaunes d’œufs coagulent davantage.

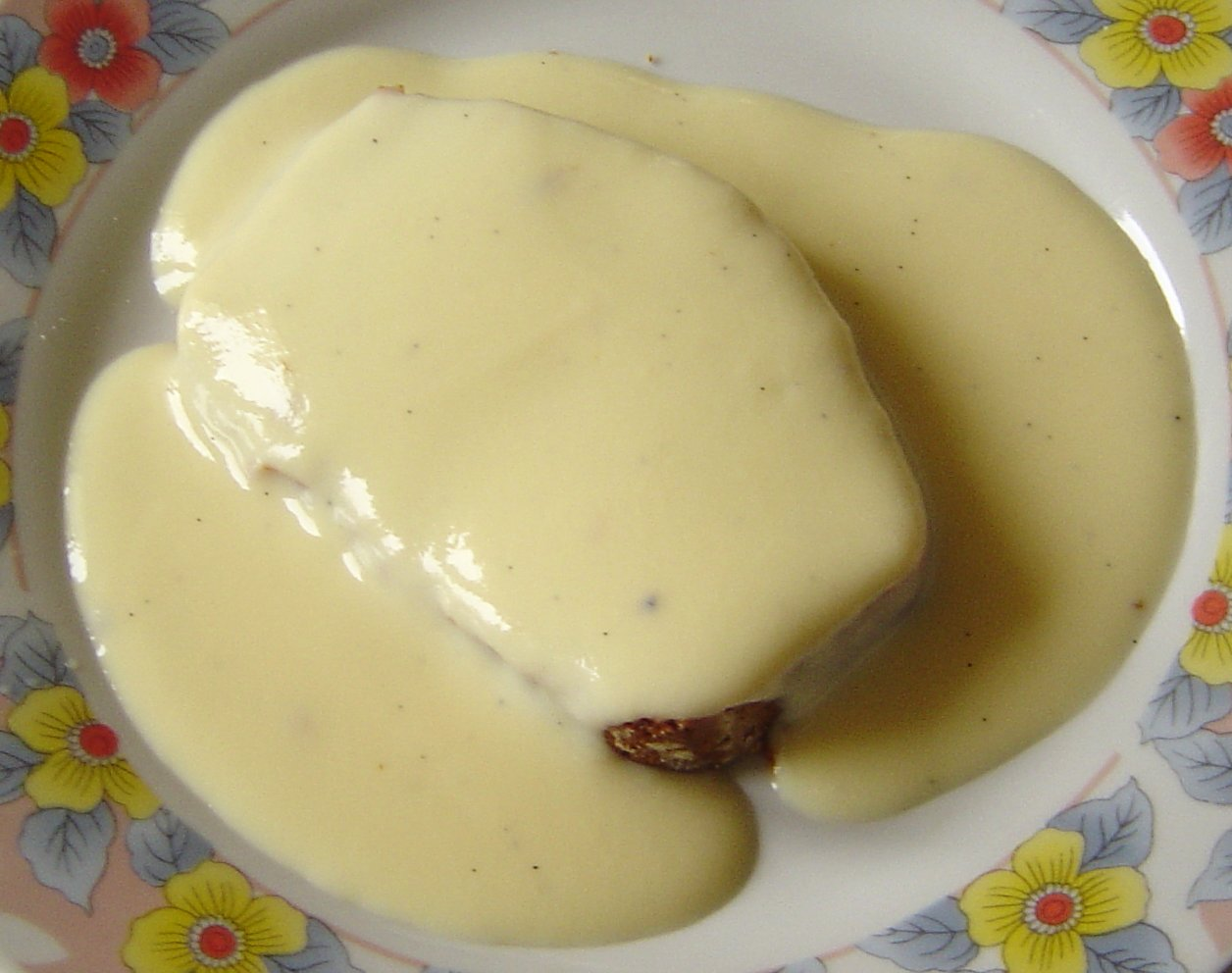
Crème anglaise nappant une tranche de pain d'épices.
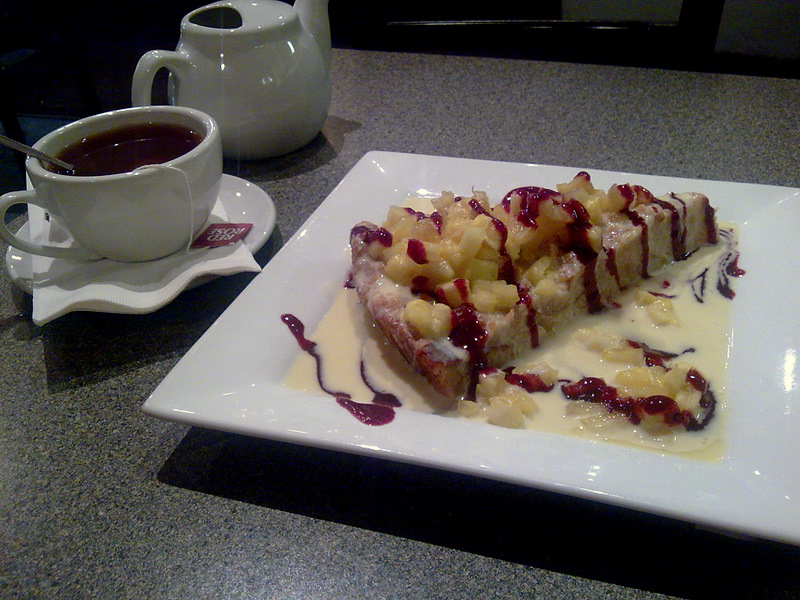
Pain perdu et sa crème anglaise.

## Utilisation
La crème anglaise peut être consommée seule ou, pour ne pas gaspiller les blancs, plus communément servie en îles flottantes : des morceaux de blancs d'œuf en neige cuits flottant sur la crème. Dans une telle recette, elle peut par exemple être aromatisée au café.
La crème anglaise peut aussi être servie comme crème dessert. On la sert souvent avec un coulis de fruits dans les assiettes de gâteau au restaurant, notamment avec des gâteaux au chocolat.
La crème anglaise est utilisée pour accompagner de nombreux desserts, particulièrement au chocolat (gâteaux, moelleux, mousses, fondants, brownies…). Elle se retrouve également comme ingrédient principal dans des recettes comme les œufs à la neige (île flottante), crèmes glacées ou les bavarois.